# Meza mate
Meza mate (właśc. Meža māte) i Meza tevs (właśc. Meža tevs) – matka i ojciec lasu w łotewskiej mitologii.  
Meža māte (łot. matka lasu), uznawana była jednocześnie za władczynię dzikich zwierząt, jak i za opiekunkę polowań. Boginii ta razem z Veja māte (łot. matka wiatru) opiekuje się także ptakami i lasami. Meza tevs (łot. ojciec lasu) z kolei m.in. rządził w lesie wilkołakami. 